# 袈裟丸山
袈裟丸山（けさまるやま）は栃木県日光市・群馬県沼田市と群馬県みどり市にまたがる山。前袈裟丸山・中袈裟丸山・後袈裟丸山・奥袈裟丸山・法師岳の総称のこと。一般には前袈裟丸山がこう呼ばれる。標高は1,878 m（前袈裟丸山）。最高点は奥袈裟丸山の標高点1,961 m。袈裟丸連峰。袈裟丸山は古い皇海火山を構成する一峰である。日本三百名山。名所としては寝釈迦像が有名。

## 登山
群馬県みどり市側の塔ノ沢登山口から入山する登山客がほとんどである。塔ノ沢登山口へはわたらせ渓谷鐵道沢入駅が最寄り駅。登山口からしばらく道なりに進むと袈裟丸山の名所寝釈迦像がある。日光国立公園内にある。また、群馬県側（沼田市利根町地内国有林）の栃木県境に位置する後袈裟丸山と北袈裟丸山西面を中心とした地域は群馬県緑地環境保全地域となっている。最高点の北900 m程の稜線上には、三等三角点（点名「鞍見」、標高1,957.9 m）がある。
標高は赤城山の最高峰である黒檜山（1,828 m）より高く悪路も点在するので、ある程度の登山経験がなければやや困難であると言われている。登山口には駐車場があるものの、収容台数がそれ程多くないので鉄道を利用する登山者も多い。道中にはツツジを始めとする数々の植物が生い茂り、サル・リスなどの野生動物も現れることがある。また避難小屋も設置されている。登山シーズンになると多くの登山客が訪れ、登山道には長蛇の列ができることも珍しくない。

## 参考画像

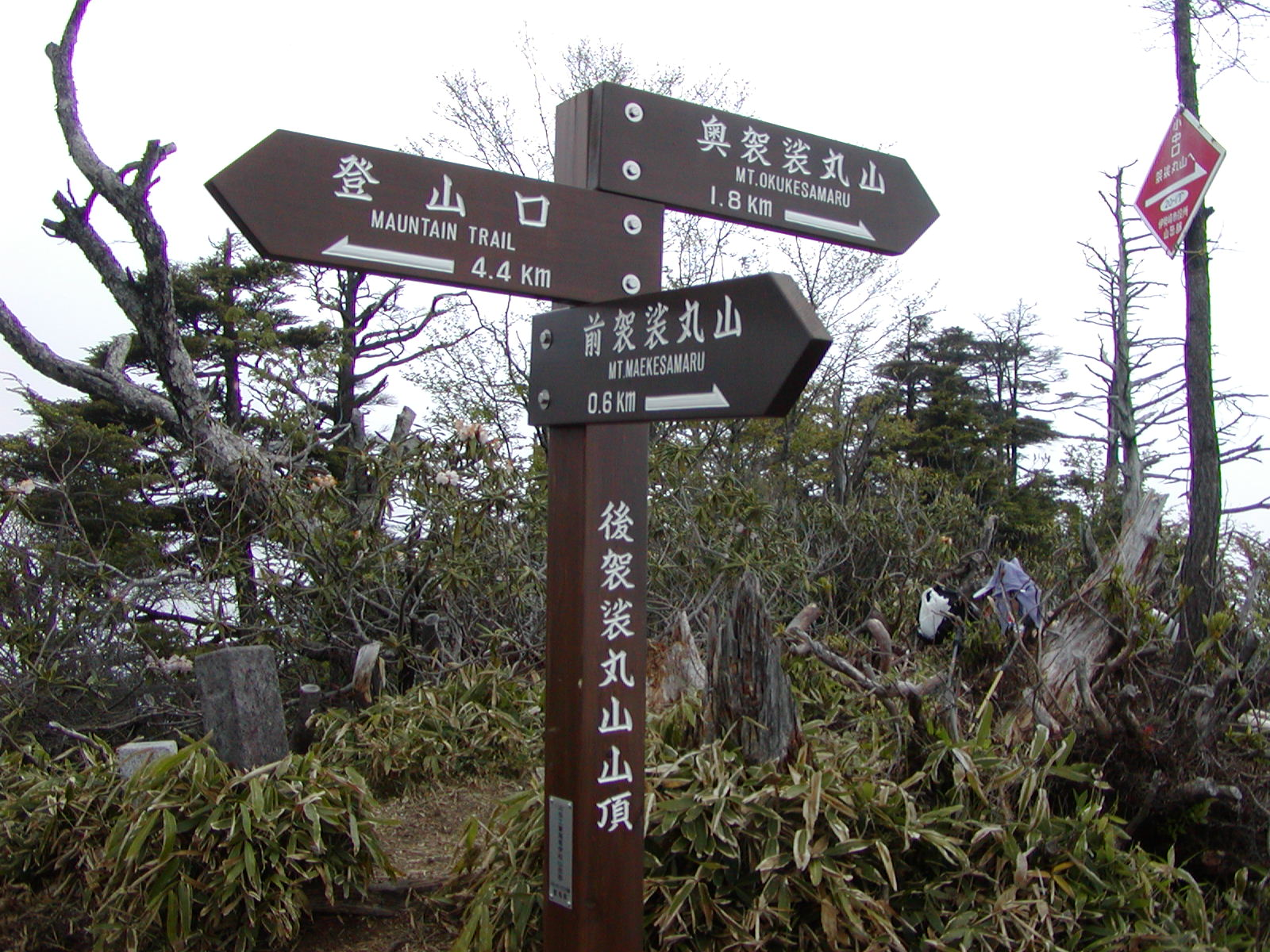
後袈裟丸山の山頂
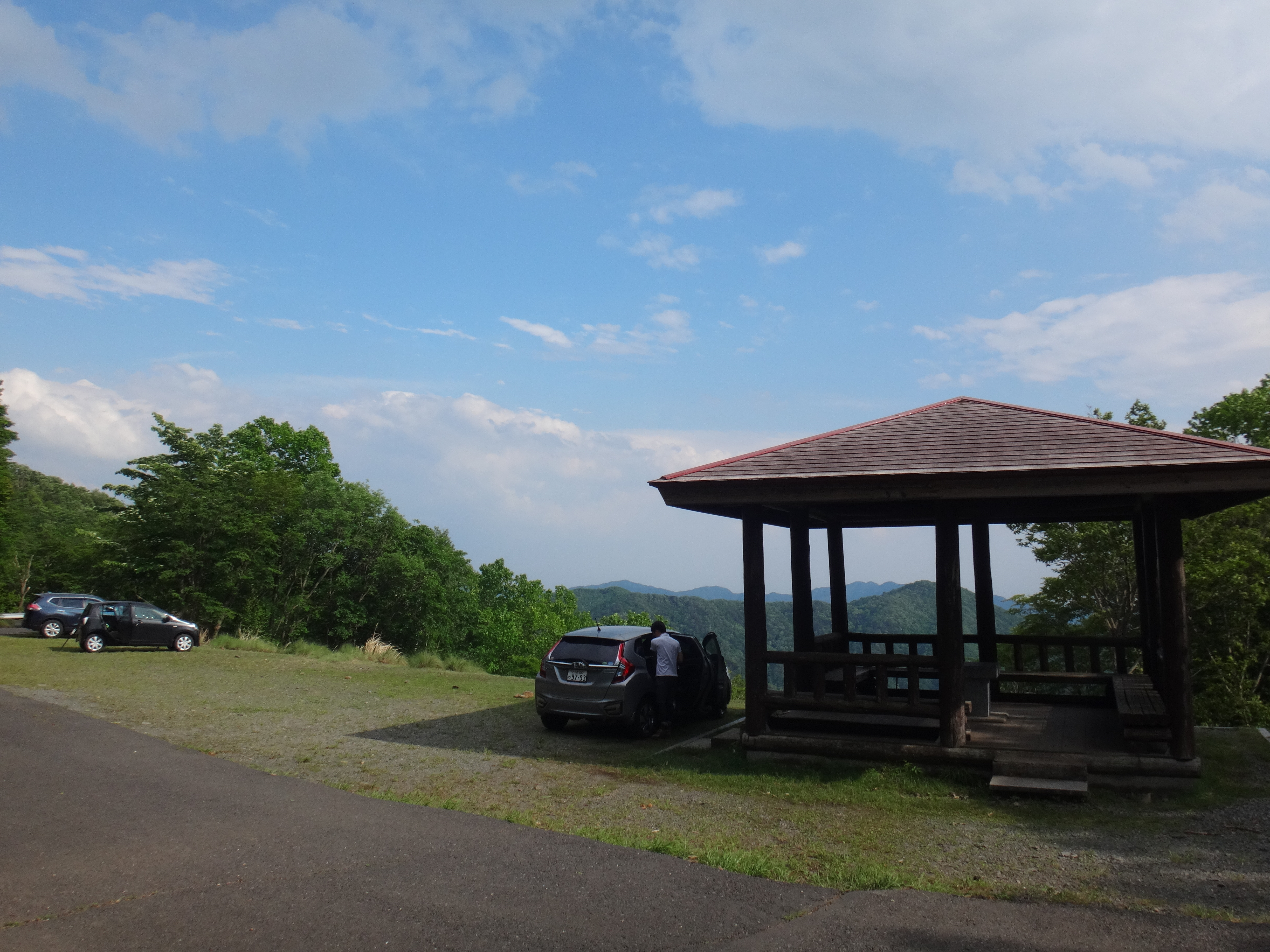
折場登山口
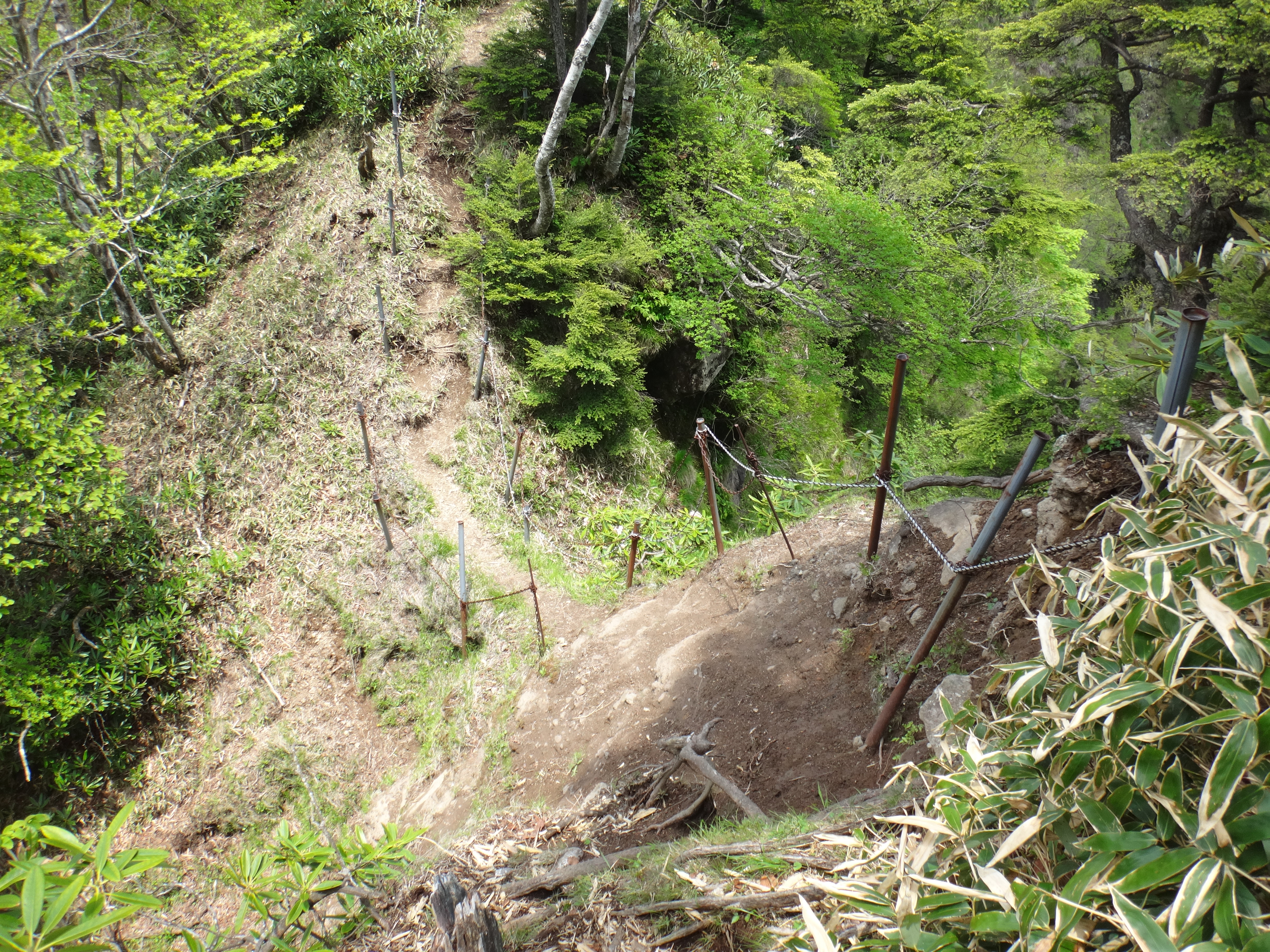
八反張と呼ばれる痩せ尾根は風化により通行禁止となっている
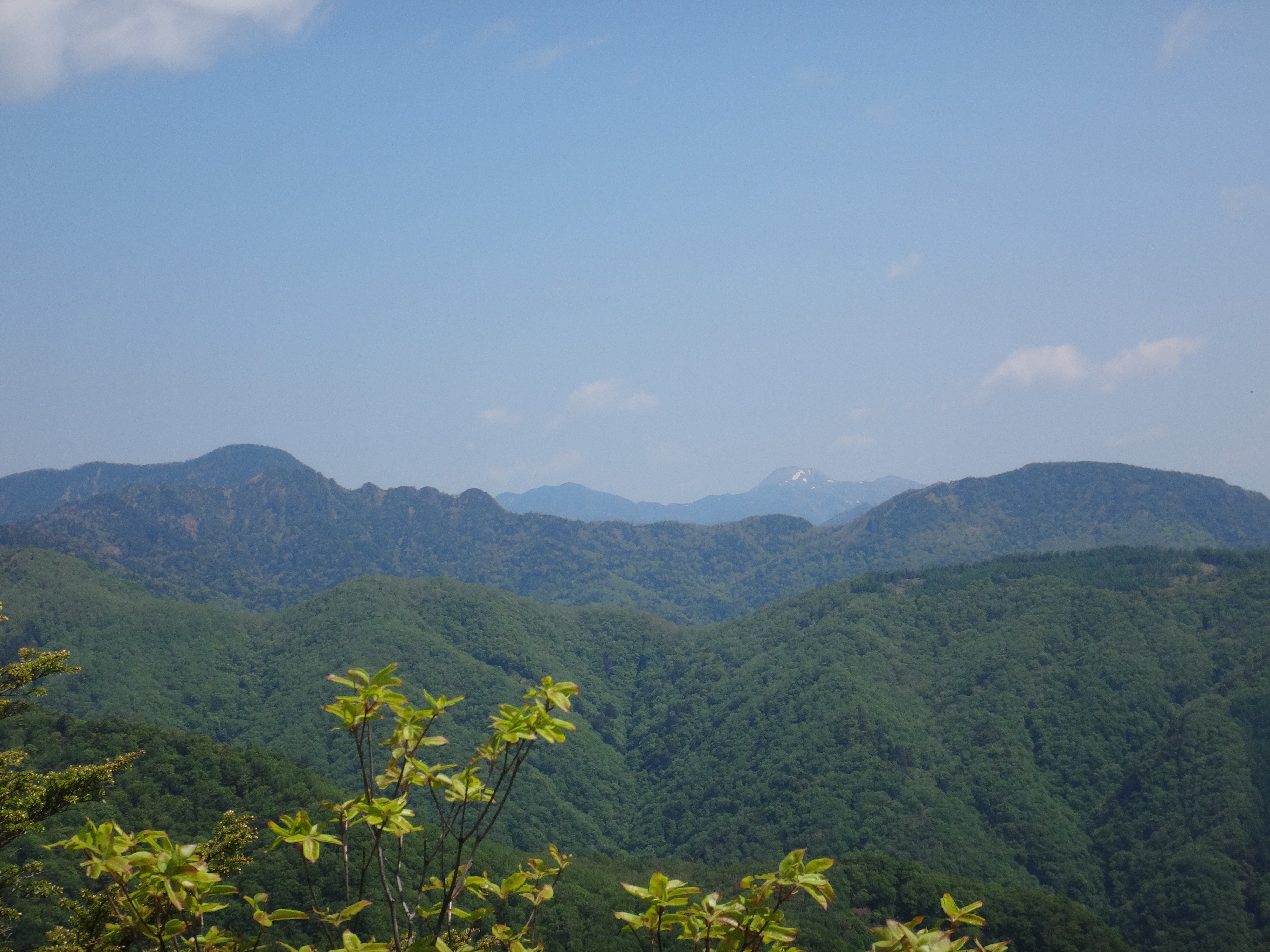
登山道の途中から北を望む[注釈 1]

## 周辺の山
- 皇海山
- 赤城山